# Nuno Borges (calciatore)
Nuno Miguel Oliveira Borges, noto semplicemente come Nuno Borges (Agualva-Cacém, 31 marzo 1988), è un calciatore portoghese naturalizzato capoverdiano, centrocampista svincolato.

## Carriera

### Nazionale
Ha esordito in nazionale nel 2018; è stato convocato per la Coppa delle nazioni africane 2021.

## Statistiche

### Cronologia presenze e reti in nazionale
| Cronologia completa delle presenze e delle reti in nazionale ― Capo Verde | Cronologia completa delle presenze e delle reti in nazionale ― Capo Verde | Cronologia completa delle presenze e delle reti in nazionale ― Capo Verde | Cronologia completa delle presenze e delle reti in nazionale ― Capo Verde | Cronologia completa delle presenze e delle reti in nazionale ― Capo Verde | Cronologia completa delle presenze e delle reti in nazionale ― Capo Verde | Cronologia completa delle presenze e delle reti in nazionale ― Capo Verde | Cronologia completa delle presenze e delle reti in nazionale ― Capo Verde |
| Data                                                                      | Città                                                                     | In casa                                                                   | Risultato                                                                 | Ospiti                                                                    | Competizione                                                              | Reti                                                                      | Note                                                                      |
| ------------------------------------------------------------------------- | ------------------------------------------------------------------------- | ------------------------------------------------------------------------- | ------------------------------------------------------------------------- | ------------------------------------------------------------------------- | ------------------------------------------------------------------------- | ------------------------------------------------------------------------- | ------------------------------------------------------------------------- |
| 3-6-2018                                                                  | Cova da Piedade                                                           | Andorra                                                                   | 2 – 4                                                                     | Capo Verde                                                                | Amichevole                                                                | -                                                                         | 85’                                                                       |
| 7-10-2020                                                                 | Andorra la Vella                                                          | Andorra                                                                   | 1 – 2                                                                     | Capo Verde                                                                | Amichevole                                                                | -                                                                         |                                                                           |
| 10-10-2020                                                                | Faro                                                                      | Capo Verde                                                                | 1 – 2                                                                     | Guinea                                                                    | Amichevole                                                                | -                                                                         | 57’                                                                       |
| 12-11-2020                                                                | Praia                                                                     | Capo Verde                                                                | 0 – 0                                                                     | Ruanda                                                                    | Qual. Coppa d'Africa 2021                                                 | -                                                                         |                                                                           |
| 17-11-2020                                                                | Kigali                                                                    | Ruanda                                                                    | 0 – 0                                                                     | Capo Verde                                                                | Qual. Coppa d'Africa 2021                                                 | -                                                                         |                                                                           |
| 8-6-2021                                                                  | Thiès                                                                     | Senegal                                                                   | 2 – 0                                                                     | Capo Verde                                                                | Amichevole                                                                | -                                                                         | 64’                                                                       |
| 10-10-2021                                                                | Mindelo                                                                   | Capo Verde                                                                | 1 – 0                                                                     | Liberia                                                                   | Qual. Mondiali 2022                                                       | -                                                                         |                                                                           |
| 13-11-2021                                                                | Mindelo                                                                   | Capo Verde                                                                | 2 – 1                                                                     | Rep. Centrafricana                                                        | Qual. Mondiali 2022                                                       | -                                                                         | 53’ 68’                                                                   |
| 16-11-2021                                                                | Lagos                                                                     | Nigeria                                                                   | 1 – 1                                                                     | Capo Verde                                                                | Qual. Mondiali 2022                                                       | -                                                                         | 60’                                                                       |
| 9-1-2022                                                                  | Yaoundé                                                                   | Etiopia                                                                   | 0 – 1                                                                     | Capo Verde                                                                | Coppa d'Africa 2021 - 1º turno                                            | -                                                                         |                                                                           |
| 25-1-2022                                                                 | Bafoussam                                                                 | Senegal                                                                   | 2 – 0                                                                     | Capo Verde                                                                | Coppa d'Africa 2021 - Ottavi di finale                                    | -                                                                         | 69’                                                                       |
| 23-3-2022                                                                 | Orleans                                                                   | Guatemala                                                                 | 0 – 2                                                                     | Capo Verde                                                                | Amichevole                                                                | -                                                                         | 80’                                                                       |
| 28-3-2022                                                                 | Murcia                                                                    | San Marino                                                                | 0 – 2                                                                     | Capo Verde                                                                | Amichevole                                                                | -                                                                         | 62’                                                                       |
| Totale                                                                    |                                                                           | Presenze                                                                  | 13                                                                        |                                                                           | Reti                                                                      | 0                                                                         |                                                                           |